# Ong Bak: Truy tìm tượng Phật
Ong Bak: Truy tìm tượng Phật (tiếng Anh: Ong Bak, tiếng Thái: องค์บาก) là một bộ phim điện ảnh Thái Lan thuộc thể loại hành động - võ thuật công chiếu năm 2003 do Prachya Pinkaew làm đạo diễn, với phần chỉ đạo võ thuật do Panna Rittikrai đảm nhận. Tác phẩm có sự tham gia của các diễn viên gồm Tony Jaa, Mum Jokmok, Pumwaree Yodkamol, Chattapong Pantana-Angkul và Suchao Pongwilai. Bộ phim theo chân Ting, một chàng trai đến từ vùng quê Ban Nong Pradu có nhiệm vụ truy tìm tượng Phật đã bị một tổ chức buôn lậu đánh cắp.
Bộ phim có buổi công chiếu tại Thái Lan vào ngày 31 tháng 3 năm 2003 và được phát hành băng đĩa trên toàn thế giới. Được đánh giá là một trong những bộ phim võ thuật hay nhất vào thời điểm đó, bộ phim đã được đề cử và giành được một số giải thưởng lớn, trong đó có bốn đề cử tại giải thưởng điện ảnh quốc gia Suphannahong.
Sau thành công này, Tony Jaa đã đóng chính và sản xuất thêm hai phần của bộ phim, bao gồm Ong Bak 2: Chiến binh thép và Ong Bak 3: Chiến binh cuối cùng. Cả hai phần phim đều được ra mắt vào các năm 2008 và năm 2010.